# 拉马斯瓦米·文卡塔拉曼
拉馬斯瓦米·文卡塔拉曼（泰米爾語：ராமசுவாமி வெங்கட்ராமன்；Ramaswamy Venkataraman，1910年12月4日—2009年1月27日），印度外交官、經濟學家，曾任印度总统。文卡塔拉曼生于泰米尔纳德邦坦贾武尔的婆羅門家庭。1982年任國防部長。1984年8月任副總統兼聯邦院議長。1987年7月25日任印度第8任總統，1992年任滿。2009年去世，遺體在Ekta Sthal火化。

## 早年
文卡塔拉曼生于英属印度坦贾武尔的婆羅門家庭。

## 政治生涯
1980年，文卡塔拉曼再次當選為印度國會議員，並被任命為財政部長。他後來被任命為聯邦國防部長，在此期間他發展了印度的飛彈計劃。印度研發了烈火系列飛彈作為戰略威懾力量。「烈火-4」射程5000–8000千米，「烈火-5」射程將達11000–12000千米。

## 榮譽
文卡塔拉曼曾以聯合國行政法庭庭長的身份接受聯合國的紀念。